# Bartlangen
Bartlangen war ein Ort im Kreis Heiligenbeil in Ostpreußen. Seine Ortsstelle gehört heute zum Munizipalkreis Rajon  Bagrationowsk (Stadtkreis Preußisch Eylau) in der russischen Oblast Kaliningrad (Gebiet Königsberg (Preußen)).

## Geographische Lage
Die Ortsstelle Bartlangens liegt wenige Kilometer nördlich der russisch-polnischen Staatsgrenze (EU-Außengrenze) im südlichen Westen der Oblast Kaliningrad, 18 Kilometer östlich der früheren Kreisstadt Heiligenbeil (russisch Mamonowo) bzw. 28 Kilometer westlich der heutigen Rajonshauptstadt Bagrationowsk (deutsch Preußisch Eylau).

## Geschichte
1341 ist das Jahr der ersten urkundlichen Erwähnung des damaligen Pertlauge, das um 1341 Bartlage, nach 1540 Barthlangen und nach 1871 Bartlangen genannt wurde und aus vielen verstreut liegenden Gehöfte bestand. Bis zum 1. Oktober 1928 gehörte „Wald Bartlangen“ als Exklave zur Stadt Zinten (russisch Kornewo). Dann wurde der Ort in die Landgemeinde Stolzenberg im Amtsbezirk Hermsdorf (russisch Pogranitschny) umgegliedert.
Im Jahre 1945 kam Bartlangen in Kriegsfolge mit dem gesamten nördlichen Ostpreußen zur Sowjetunion. Seine direkte Grenzlage machte eine Besiedlung nicht möglich, auch kein russischer Name oder die Zuordnung zu einem Dorfsowjet nach 1947 ist bekannt. Der Ort ist verwaist und gilt heute als untergegangen. Seine Ortsstelle liegt im Rajon Bagrationowsk (Stadtkreis Preußisch Eylau), der zur Oblast Kaliningrad (Gebiet Königsberg (Preußen)) der heutigen Russischen Föderation gehört.

## Religion
Die meist evangelische Bevölkerung Bartlangens war bis 1945 in den Sprengel Hermsdorf der Vereinigten Kirchengemeinden Hermsdorf/Pellen (Pogranitschny (RUS)/Piele (PL)) in der Kirchenprovinz Ostpreußen der Kirche der Altpreußischen Union eingepfarrt.

## Verkehr
Die heute nicht mehr erkennbare Ortsstelle Bartlangens ist von Pogranitschny (Hermsdorf) aus zu erreichen.